# Plaine du Serengeti
La plaine du Serengeti (parfois Sérengéti) est une savane de 60 000 km2 à cheval sur la Tanzanie et le Kenya.
Serengeti signifie « plaines sans fin » en langue maa.
Théâtre de la migration annuelle de milliers d'animaux, elle abrite plusieurs parcs et réserves nationaux, dont le parc national du Serengeti.

## Faune de la plaine du Serengeti

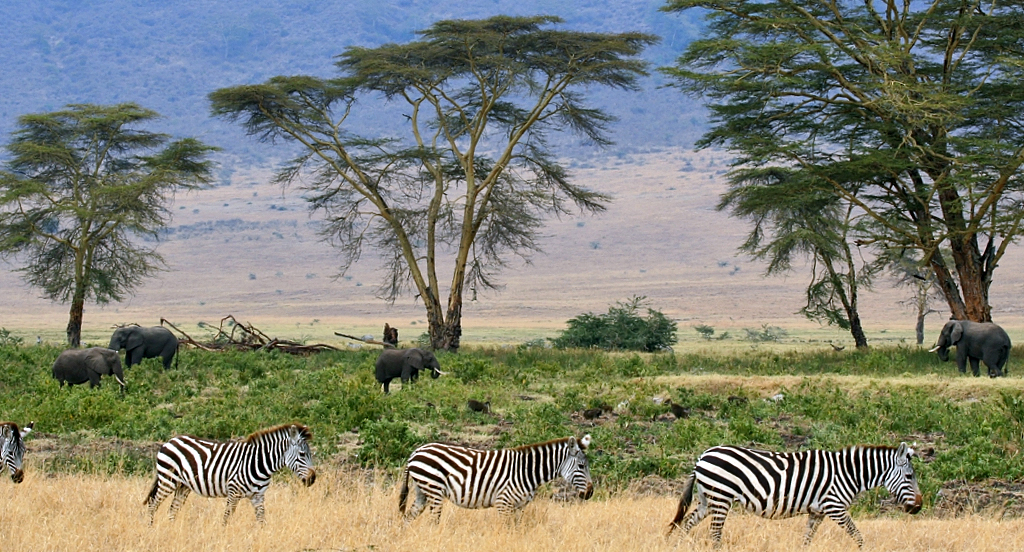
Zèbres du Serengeti.

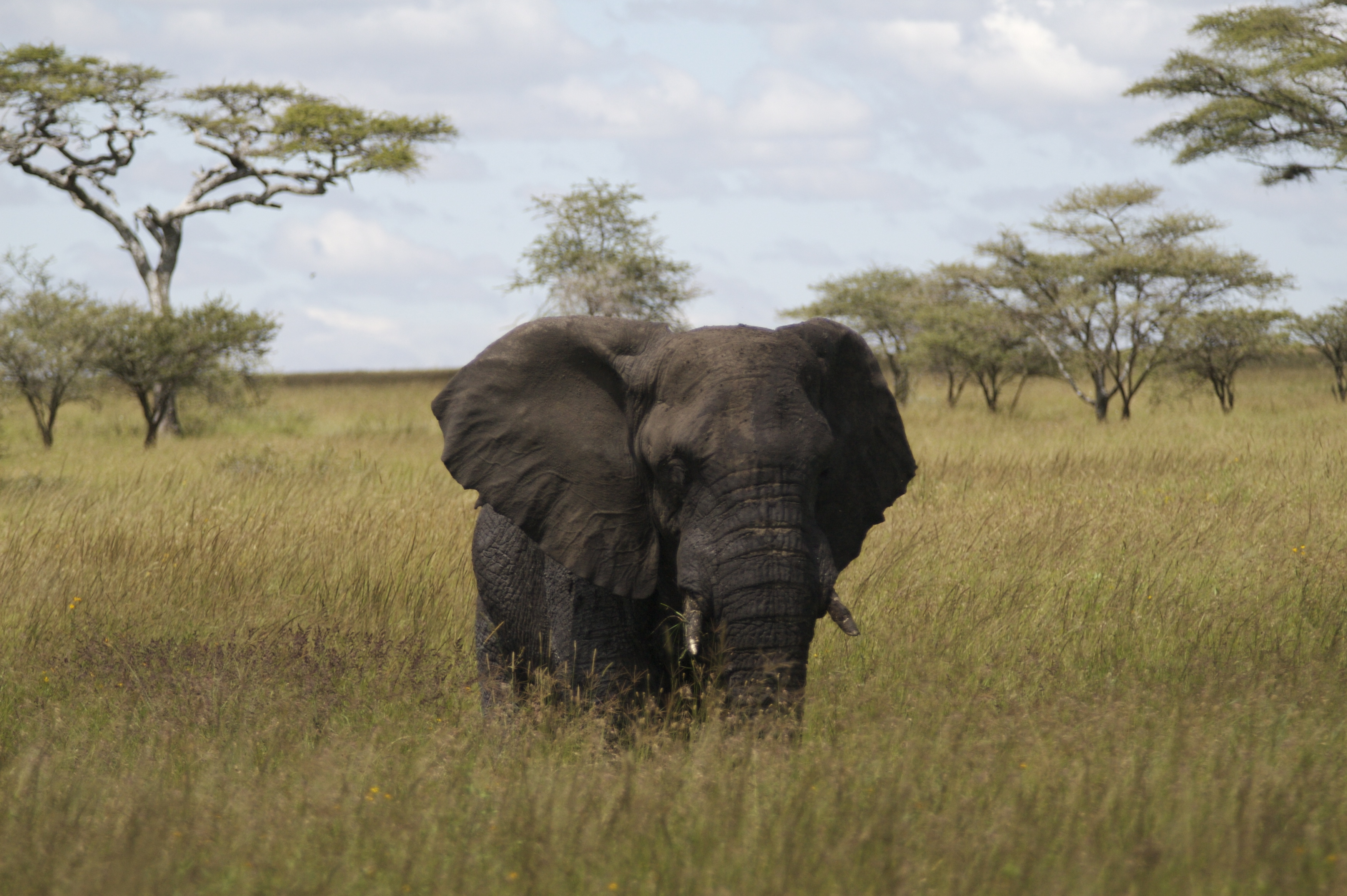
Éléphant d'Afrique dans le Serengeti.

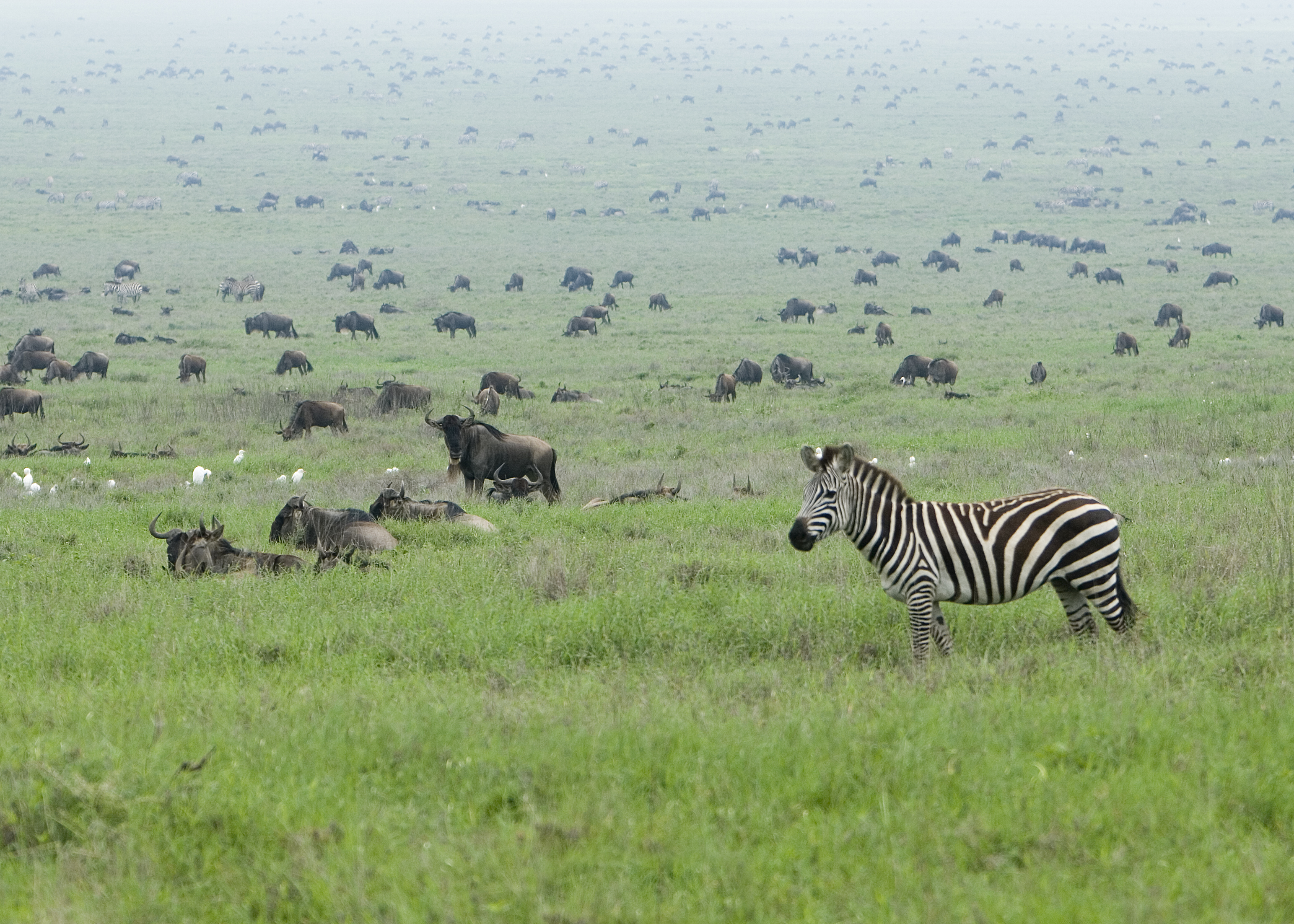
Au moment des migrations.

Elle est estimée à environ deux millions d'herbivores qui jouent un rôle majeur dans la conservation du milieu ouvert, contrôlés par plusieurs milliers de grands prédateurs carnivores.

Les espèces les plus communes sont le buffle d'Afrique, le zèbre, le gnou bleu, la gazelle de Thomson et la gazelle de Grant. Les trois dernières entretiennent au cours de leur migration une forme de mutualisme alimentaire où chacune mange une partie différente de la même herbe.

Chaque année, en octobre, près de deux millions d'herbivores migrent des collines du nord vers les plaines du sud, traversant la rivière Mara avant de reprendre le chemin inverse au mois d'avril. Plus de 250 000 bêtes ne survivent pas à ce voyage de près de 800 km et meurent d'épuisement, de fatigue ou sont tuées par des prédateurs.

## Préhistoire
La plaine du Serengeti abrite également l'aire de conservation du Ngorongoro, où furent exhumés certains des plus anciens fossiles d'hominidés (plus précisément dans les gorges d'Olduvai),

## Géologie
Le cratère du Ngorongoro est la plus grande caldeira intacte et non submergée du monde.